# Thor Steinar
A Thor Steinar (TS) egy német prémium kategóriás ruhamárka, melyet a dubaji székhelyű International Brands General Trading gyárt. Németország mellett a cég jelen van Oroszországban és Szlovákiában is.
Németországban a márkát a szélsőjobboldallal és a neonácizmussal hozzák összefüggésbe, mivel az ideológia szimpatizánsai előszeretettel viselik, valamint a gyártó üzletpolitikájának is alapvető lényege, hogy ezt a csoportot igyekszik termékeivel megszólítani. A Thor Steinar ruhák viselése emiatt tilos többek között a Bundestagban, Mecklenburg-Elő-Pomeránia és Szászország parlamentjeiben, valamint számos futballstadionban.

## Története
A márkát 2002 októberében Axel Kopelke jegyeztette be védjegyként, és a Mediatex GmbH gyártotta. 2009 márciusában a Mediatex eladta a márkát a dubaji székhelyű International Brands General Trading vállalatnak. Létrejötte óta a márka két logót használtː az eredetin két ősi rúna kombinációja volt látható, mely így erősen hasonlított az ún. farkashorog (wolfsangel) jelképre, egy ismert nemzetiszocialista szimbólumra, amit az SS egyik zászlóalja is használt. A TS gyártója elutasította a logó ezen értelmezését, de végül leváltották azt. Pólóikon gyakran szerepeltettek a náci hívószavaktól csak kissé különböző szlogeneket, mint például „Ski Heil” vagy „100% viking vér”. Ruhadarabjaik a harmincas évekbeli nácik által is sztárolt germán és viking mitológiára emlékeztető formavilágával és rúnákat idéző felirataival egyértelműen a szélsőjobboldali csoportokat célozzák meg.
Különböző hatóságok és szervezetek, köztük a brandenburgi rendőrség, a Thor Steinar ruházat viselését a szélsőjobboldali szubkultúrához való tartozás egyik jeleként azonosították. A márka viselése tilos a német Bundestagban, valamint Mecklenburg-Elő-Pomeránia és Szászország tartományi parlamentjeiben. Emellett több futballklub, köztük a Tennis Borussia Berlin, a Borussia Dortmund, az SV Werder Bremen, a Hamburger Sport Verein és a Hertha BSC is tiltja a márka viselését a stadionjaiban. 2009-ben az Amazon.com megszüntette a márka értékesítését. 2009-ben a berlini rendőrkapitányság megengedhetetlennek nevezte, hogy rendőrei ilyen ruhákat hordjanak. Egy weinstadti középiskola szintén a ruhadarabok betiltása mellett döntött, miután egyre több fiatal fiú jelent meg az iskolában Thor Steinart vagy ahhoz hasonló márkákat hordva. A Thor Steinar marketingjét erősen jellemzi a norvég és a viking kultúrához való kötődés, például a ruhákat árusító hivatalos üzletek is a legrégebbi norvég város, Tønsberg nevét viselik, valamint a norvég zászló több termékükön is megjelent. 2008-ban a norvég kormány pert indított a TS ellen, azt követelve, hogy fejezze be a nemzeti jelkép használatát. A pert a kormány elvesztette, de végül a cég abbahagyta a jelkép használatát.
A cég üzleteit antifasiszta aktivisták többször kövekkel és festékkel dobálták meg, 2022-ben egy üzlet alkalmazottjait támadták meg.
2012-ben komoly botrányt okozott, hogy a németországi Chemnitzben található üzletüknek a Brevik nevet adták, mely kísértetiesen hasonlít a norvég neonáci terrorista, Anders Behring Breivik nevére. A cég tagadta, hogy a név innen származna. Az üzletet végül Tønsbergre nevezték át.
Magyarországon a Thor Steinar termékeit korábban a mára megszűnt Viking Bolt nevű cég forgalmazta, mely ismert neonáci márkákat árusított. Több magyar politikust és közéleti  szereplőt is kritizáltak a márka viselése miatt, például Sneider Tamást és Georg Spöttlét.

## Termékek
A Thor Steinar elsősorban sport- és szabadidő ruházatot forgalmaz, így pólókat, kapucnis pulóvereket, farmernadrágokat, kabátokat, dzsekiket és fürdőnadrágokat. A választék később kibővült galléros pólókkal, ingekkel, fehérneművel és más kiegészítőkkel, például táskákkal és napszemüvegekkel. Évente két új kollekciót adnak ki, egyet télen, és egyet nyáron. A ruhadarabokat Németországban tervezik, de a gyártás Kínában és Törökországban történik.